# Christian Davids
Bernhard Christian Friedrich Davids (* 14. April 1822 in Stöfs bei Lütjenburg; † 17. Januar 1876 in Hamburg) war ein deutscher Lehrer.

## Leben und Wirken
Christian Davids war ein Sohn des Holländers Christoph Hartwig Davids (1791–1873) aus Nortorf, dessen Vorfahren aus Holland eingewandert waren. Die Mutter Elisabeth Catharina Friderica, geborene Classen, (1802–1860) stammte ebenfalls von zwei Holländern ab.
Entgegen der Tradition seiner Familie besuchte Davids ab 1840 das Lehrerseminar in Segeberg. Nach dem Examen 1843 (2. Charge mit sehr rühmlicher Auszeichnung) arbeitete er bis 1845 als Lehrer in Sühlen, danach bis 1847 in Haßmoor. Nach einer bestandenen Prüfung erhielt er eine neue Stelle in Rendsburg.
Davids galt als überzeugter Republikaner und Philanthrop. Während der Zeit in Haßmoor und Rendsburg protestierte er gegen die sozialen Umstände, unter denen Arbeiter auf Gütern wie Kronberg, Emkendorf oder Sehestedt lebten. Er führte die Geschäfte des Bovenauer Arbeitervereins, der gemeinsam mit tendenziell republikanisch ausgerichteten Arbeiter-, Wohlfahrts-, Bürger- und Gewerbevereinen einen Gesamtvorstand bildete. Sitze in diesem Gremium hatten Hans Reimer Claussen, Engel, R. v. Neegard, Dr. Rausch und Theodor Olshausen.
Vorstand und Verein nutzten die demokratische Zeitung Das Volk, um ihre Positionen in der Öffentlichkeit zu verbreiten. Bis 1849 gab Harro Harring das Blatt heraus, danach Friedrich Lexow und Carl Baurmeister. Christian Davids beschrieb in der Zeitung die Beschwerden der Gutsarbeiter und wurde aus diesem Grund am 1. Mai 1850 inhaftiert. Die Haftzeit verbrachte er unter anderem auf der Festung Rendsburg. Bei dem anschließenden Verfahren übernahm Hans Reimer Claussen Davids Verteidigung. Die Haft endete nach der Explosion des Rendsburger Pulverturms.
Nach der Freilassung arbeitete Davids erneut als Lehrer. 1851 des Amtes enthoben, ging er nach Altona, wo er die Kroymannsche Privatschule leitete. Von 1867 bis 1871 führte er eine eigene Schule in Neumünster und ging anschließend zurück nach Altona, wo er die Riemann-Davidsche Stadtschule eröffnete.
Unter Lehrern aus Schleswig-Holstein galt Davids als guter Pädagoge und Mathematiker. Im Bereich der Mathematik erstellte er eine Neuauflage des Kroymannschen Rechenbuches.

## Familie
Christian Davids heiratete 1844 in Segeberg die Kantorentochter Anna Lucie Ottilie Delfs (1817–1860). Einer ihrer Brüder war der Maler Moritz Delfs. Sie hatte außerdem eine Schwester, die mit Joachim Mähl verheiratet war.
Das Ehepaar Davids hatte vier Töchter.